# Medalha do Jubileu "65 Anos de Vitória na Grande Guerra Patriótica 1941-1945"
A Medalha do Jubileu "65 Anos de Vitória na Grande Guerra Patriótica 1941-1945" (em russo: Юбилейная медаль «65 лет Победы в Великой Отечественной войне 1941–1945 гг.») é uma medalha comemorativa estatal da Federação Russa criada em 4 de março de 2009 pelo Decreto Presidencial nº 238 para comemorar o sexagésimo quinto aniversário da vitória soviética sobre a Alemanha Nazista na Grande Guerra Patriótica.
Desde 7 de setembro de 2010 a medalha não é mais um prêmio estatal da Federação Russa.

## Regulamento
A Medalha do Jubileu "65 Anos de Vitória na Grande Guerra Patriótica 1941-1945" é premiada à:
- militares e funcionários civis que participaram das Forças Armadas da URSS em operações de combate nos fronts da Grande Guerra Patriótica, bem como guerrilheiros e membros de organizações clandestinas que atuaram nos territórios temporariamente ocupados da URSS durante a guerra, militares e funcionários civis que serviram nas Forças Armadas da URSS durante a Grande Guerra Patriótica, pessoas condecoradas com as medalhas "Pela Vitória sobre a Alemanha na Grande Guerra Patriótica 1941–1945", "Pela Vitória sobre o Japão", além daqueles que possuem certificado da medalha "Pela Vitória sobre a Alemanha na Grande Guerra Patriótica 1941–1945" ou certificado de participante da guerra;
- trabalhadores da retaguarda condecorados por seu trabalho dedicado durante a Grande Guerra Patriótica com ordens da URSS e as medalhas "Pelo Trabalho Valente na Grande Guerra Patriótica 1941–1945", "Pelo Valor Trabalhista", "Por Distinção no Trabalho", "Pela Defesa de Leningrado", "Pela Defesa de Moscou", "Pela Defesa de Odessa", "Pela Defesa de Sevastopol", "Pela Defesa de Stalingrado", "Pela Defesa de Kiev", "Pela Defesa do Cáucaso", "Pela Defesa do Transártico Soviético", bem como aqueles que possuem o distintivo "Residente de Leningrado Cercada" ou o certificado da medalha "Pelo Trabalho Valente na Grande Guerra Patriótica 1941–1945";
- pessoas que trabalharam por pelo menos seis meses entre 22 de junho de 1941 e 9 de maio de 1945, exceto durante o período em que estiveram em territórios temporariamente ocupados da URSS;
- ex-prisioneiros menores de idade de campos de concentração, guetos e outros locais de detenção forçada criados pelos nazistas e seus aliados durante a Segunda Guerra Mundial;
- cidadãos de estados estrangeiros que não fazem parte da Comunidade de Estados Independentes, que lutaram em formações militares nacionais dentro das Forças Armadas da URSS, em unidades guerrilheiras, grupos clandestinos ou outras formações antifascistas, contribuíram significativamente para a Vitória na Grande Guerra Patriótica e foram condecorados com distinções do Estado da URSS ou da Federação Russa.

A Medalha do Jubileu "65 Anos de Vitória na Grande Guerra Patriótica 1941-1945" é usada no lado esquerdo do peito e é colocada após a Medalha “60 Anos de Vitória na Grande Guerra Patriótica 1941-1945”.

## Descrição da medalha
A Medalha do Jubileu "65 Anos da Vitória na Grande Guerra Patriótica 1941–1945" é feita de tambaque e tem formato circular com 32 mm de diâmetro.
No anverso da medalha, há a imagem da Ordem da Glória de 1ª classe. Entre os raios inferiores da estrela, estão os números «"1945 — 2010"».
No reverso, ao centro, há a inscrição: "65 anos de Vitória na Grande Guerra Patriótica 1941–1945" (em russo: "65 лет Победы в Великой Отечественной войне 1941–1945").
As bordas da medalha são cercadas por uma borda. Todas as imagens, inscrições e números são em relevo.
A medalha é presa a um suporte pentagonal por meio de uma argola e um ilhó, sendo fixada a uma fita moiré de seda vermelha com 24 mm de largura. No centro da fita, há cinco faixas: três pretas e duas laranjas, cada uma com 2 mm de largura. As faixas pretas externas são contornadas por listras laranjas de 1 mm de largura.

## Empréstimos utilizados no desenho da medalha
- A fita da Medalha do Jubileu "65 Anos da Vitória na Grande Guerra Patriótica 1941–1945" é idêntica à fita da medalha soviética "Pela Captura de Berlim". O autor do design da fita é o artista A. I. Kuznetsov (1945).
- No anverso da medalha, está representada a Ordem da Glória. O autor do design da Ordem da Glória é o artista N. I. Moskalyov (1943).

## Análogos da medalha nos países da CEI
Medalhas semelhantes foram criadas em mais três países da CEI:
- Cazaquistão , Medalha do Jubileu "65 Anos da Vitória na Grande Guerra Patriótica 1941–1945"
- Bielorrússia,[5] Medalha do Jubileu "65 anos da libertação da República da Bielorrússia dos invasores nazistas"
- Ucrânia[6] Medalha do Jubileu "65 Anos da Vitória na Grande Guerra Patriótica 1941–1945"